# Saltos en los Juegos Olímpicos de Tokio 2020
Las competiciones de saltos en los Juegos Olímpicos de Tokio 2020 se realizaron en el Centro Acuático de Tokio del 25 de julio al 7 de agosto de 2021.
En total fueron disputadas en este deporte 8 pruebas diferentes, 4 masculinas y 4 femeninas. El programa de competiciones se mantuvo como en la edición anterior.

## Medallistas

### Masculino
| Evento                                     | Oro                                                         | Plata                                                       | Bronce                                              |
| ------------------------------------------ | ----------------------------------------------------------- | ----------------------------------------------------------- | --------------------------------------------------- |
| Trampolín 3 m (3 de agosto)                | Xie Siyi · República Popular China · 558,75 pts.            | Wang Zongyuan · República Popular China · 534,90 pts.       | Jack Laugher · Reino Unido · 518,00 pts.            |
| Plataforma 10 m (5 de agosto)              | Cao Yuan · República Popular China · 582,35                 | Yang Jian · República Popular China · 580,40                | Thomas Daley · Reino Unido · 548,25                 |
| Trampolín 3 m sincronizado (28 de julio)   | Wang Zongyuan · Xie Siyi · República Popular China · 467,82 | Andrew Capobianco · Michael Hixon · Estados Unidos · 444,36 | Patrick Hausding · Lars Rüdiger · Alemania · 404,37 |
| Plataforma 10 m sincronizado (26 de julio) | Thomas Daley · Matthew Lee · Reino Unido · 471,81           | Cao Yuan · Chen Aisen · República Popular China · 470,58    | Alexandr Bondar · Viktor Minibayev · ROC · 439,92   |

### Femenino
| Evento                                     | Oro                                                        | Plata                                                        | Bronce                                                            |
| ------------------------------------------ | ---------------------------------------------------------- | ------------------------------------------------------------ | ----------------------------------------------------------------- |
| Trampolín 3 m (1 de agosto)                | Shi Tingmao · República Popular China · 383,50 pts.        | Wang Han · República Popular China · 348,75 pts.             | Krysta Palmer · Estados Unidos · 343,75 pts.                      |
| Plataforma 10 m (7 de agosto)              | Quan Hongchan · República Popular China · 466,20           | Chen Yuxi · República Popular China · 425,40                 | Melissa Wu · Australia · 371,40                                   |
| Trampolín 3 m sincronizado (25 de julio)   | Shi Tingmao · Wang Han · República Popular China · 326,40  | Jennifer Abel · Mélissa Citrini-Beaulieu · Canadá · 300,78   | Lena Hentschel · Tina Punzel · Alemania · 284,97                  |
| Plataforma 10 m sincronizado (27 de julio) | Chen Yuxi · Zhang Jiaqi · República Popular China · 363,78 | Delaney Schnell · Jessica Parratto · Estados Unidos · 310,80 | Gabriela Agúndez García · Alejandra Orozco Loza · México · 299,70 |

## Medallero
| Núm. | País                    | Oro | Plata | Bronce | Total |
| ---- | ----------------------- | --- | ----- | ------ | ----- |
| 1    | República Popular China | 7   | 5     | 0      | 12    |
| 2    | Reino Unido             | 1   | 0     | 2      | 3     |
| 3    | Estados Unidos          | 0   | 2     | 1      | 3     |
| 4    | Canadá                  | 0   | 1     | 0      | 1     |
| 5    | Alemania                | 0   | 0     | 2      | 2     |
| 6    | Australia               | 0   | 0     | 1      | 1     |
| 6    | México                  | 0   | 0     | 1      | 1     |
| 6    | ROC                     | 0   | 0     | 1      | 1     |
|      | TOTAL                   | 8   | 8     | 8      | 24    |